# Полтарєв Петро В'ячеславович
Полтарєв Петро В'ячеславович (12 вересня 1947, м. Львів) — український джазмен, музикознавець, джазовий критик. Директор єдиної в Україні Школи джазового та естрадного мистецтв, доцент КНУКіМ. Член президії Всеукраїнської джазової асоціації, член Громадської ради при Міністерстві культури України (каденція Нищука Є. М.).
Активний пропагандист джазової музики на українському телебаченні (проекти «Полтарєв-джаз», «Рок-тайм з Петром Полтарєвим», а також на радіо (авторська програма Петра Полтарєва «Jazz time» на радіо «Ренесанс», частий гість програми «Сьогодні. Вдень» на Українському радіо — Національна суспільна телерадіокомпанія України). Член редакційної колегії журналу «Джаз».
Президент всеукраїнського джазового фестивалю «Зимові джазові зустрічі» ім. Є. Дергунова, голова оргкомітету фестивалю авторської пісні і поезії «Острів», організатор міжнародного дитячо-юнацького конкурсу на краще виконання музики «THE BEATLES» «Yellow submarine» (почесний президент Сер Пол Маккартні) та голова журі всеукраїнського конкурсу на краще виконання джазових творів серед дітей та молоді «Jazz Дебют». Усі зазначені мистецькі події проходять на базі Школи джазового та естрадного мистецтв на постійній основі і дотепер.

## Життєпис
Мати — Полтарєва Вікторія Петрівна, професор класу арфи Львівської державної консерваторії, засновник національної Української школи гри на арфі. Тож, окрім джазової культури, Петро Полтарєв активно підтримує розвиток арфового мистецтва в Україні.
У 1974 році закінчив Львівську державну консерваторію ім. М. Лисенка по класу диригування Миколи Філаретовича Колесси. У 1976 році закінчив Вищу експериментальну школу-студію Ленінградського державного Мюзік-холлу.
Працював провідним солістом-вокалістом Ленінградського державного Мюзік-холлу, естрадно-симфонічного оркестру державного радіо та телебачення під керівництвом Юрія Силантьєва. Записувався на Центральному телебаченні та Всесоюзному радіо.  
Був одним з перших викладачів у Київському інституті музики ім. Р. М. Глієра на новоствореному в 1980-х роках естрадно-джазовому відділенні, де готували нове покоління джазових вокалістів, яких ми чуємо сьогодні. Починаючи з 2000-х р.р., викладав на кафедрі джазу та естрадного співу Київського національного університету культури і мистецтв. Заохочував студентів-музикантів до практики, в тому числі і на міжнародному рівні: у 2014 році разом з Михайлом Поплавським організував поїздку студентського JAZZ-бенду КНУКіМ на міжнародний фестиваль біг-бендів у Вільнюсі.
Активно популяризував український джаз та джазових музикантів за кордоном, перебуваючи у статусі радника Міністра культури і туризму Юрій Богуцький з питань джазової, популярної та рок-музики. Зокрема, організував тур «Грудневі джазові концерти» в Польщі 2007 року.
В межах України, Петро Полтарєв разом з Аркадієм Овруцьким та Оленою Супрун, організували цикл концертів відомих американських джазових музикантів «Міжнародний джазовий абонемент», що проводився у Великій залі Національної музичної академії ім. І. Чайковського з 2006 по 2009 р.р. Саме ці люди вперше привезли в Україну Грегорі Портера- номінанта премії Ґреммі за кращий джазовий вокальний альбом 2014 року.
Наразі Петро Полтарєв організовує та проводить цикл джазових концертів «Jazz House» у Круглій залі Жовтневого палацу.

## Заслуги
- Нагороджений орденом Святого Архистратига Михаїла та орденом Великого князя Володимира.
- Нагороджений Відзнаками Георгія переможця II-го та I-го ступеню .
- Отримав медаль «Бойове братерство».
- Переможець Національної програми «Мистецький олімп України 2008—2009» та міжнародної програми «Мистецький олімп 2010».
- Переможець програми В. Тигіпко «Кращий вчитель України» в номінації  «Адміністратор освіти».

## Публікації
1. Полтарєв П. Аплодуйте: це — діксіленд!//Молода гвардія. 1986.15 червня
2. Полтарєв П. З репертуару «діксіленда»//Культура і життя.1988.12 жовтня
3. Полтарєв П. Джаз з-за океану — гість Києва//Україна.1987. № 32
4. Полтарєв П. «Порив вітру у листі дерев»//Комсомольська іскра. 1987. 5 вересня
5. Полтарєв П. Тихон Хренников: «Джаз-клуб — это замечательно»//Правда Украини.1987. 9 декабря.
6. Полтарєв П.  Мистецький олімп, випуск 3// Українська конфедерація журналістів, Український видавничий консорціум 2010. 29.09.Стр.284 -285.
7. Полтарєв П.  Мистецький олімп України, випуск 2// Український видавничий консорціум Стр. 369
8. Полтарев П. Джаз — музыка свободных и независимых// Джаз. 2016. 21.03.№ 2(58).  Стр. 2 — 15
9. Полтарєв П. Школа джазового та естрадного мистецтв.  Київ. Дніпровський район від А до Я.// Київська книжково-журнальна фабрика. 2014.14.03.
10. Полтарєв П. Методическая система «Jazz system» Ю.Добробабенко// Издательство «Аваният и партнеры» 2014.
11. Полтарев П. В джазе не бывает случайных людей.//Ежемесячная информационно-аналитическая газета об искусстве -Действующие лица. 2005. Май. № 3
12. Полтарєв П. «У генах українців закладений джаз»// Демократична Україна.2006. 18 березня.
13. Полтарев П.Бенни Гудмен: Король свинга.//Мир денег.2010.Май-июнь.№ 2(109) Стр.44 — 49.
14. Полтарєв П. Школа джазового та естрадного мистецтв.//Талановите обличчя Дніпровського району м. Києва.2005.
15. Полтарев П.В мире праздника.// Мир детства и чудес. 2014.Февраль-март. № 20. Стр.15.
16. Полтарев П. Поздравления журналу джаз.//Джаз. 2015. № 4(56)
17. Полтарев П. Музыка рожденная тишиной и лунным светом.//Мир денег. 2008. Март-апрель № 3(93) Стр.112-115.
18. Полтарєв П. Музика — це мистецтво інтернаціональне, і особливо джаз.//Океан мрій. 2005. Березень.№ 9(20).
19. Полтарев П. Деньги.// Ваша судьба.2005.17 февраля.№ 7(296)
20. Полтарев П. Деньги.(Продолжение)// Ваша судьба.2005.25февраля.№ 8.(297)
21. Полтарев П. «Афроамериканские коломыйки»//Известия. 2011. 16 декабря.
22. Полтарєв П. 10 років з джазом//Хрещатик.2011.16 грудня.
23. Полтарев П. В этой стране играют джаз? У нее есть будущее!//TV-парк.2011.№ 48
24. Полтарєв П. Зірка світового джазу Дон Фрідман//What's on.2009.№ 9
25. Е.Коверза. П. Полтарев. О становлении джазового искусства в Киеве//Київський національний університет культури і мистецтв. Міжнародний відділ. 2014.№ 4(17)
26. Полтарєв П. Історія та теорія естрадного вокального виконавства // Київський національний університет культури і мистецтв. 2009. Полтарєв П. Стилістика джазового виконавства.// Київський національний університет культури і мистецтв.2009.
27. Полтарєв П.  Історія та теорія джазового виконавства.// Київський національний університет культури і мистецтв.2009.
28. Полтарєв П. Авторський  методичний посібник (Робоча програма) «Історія та теорія джазового виконавства», (Київ, КНУКіМ, 2004)